# Myzostoma pseudocuniculus
Myzostoma pseudocuniculus is een ringworm uit de familie Myzostomatidae.
Myzostoma pseudocuniculus werd in 2003 voor het eerst wetenschappelijk beschreven door Lanterbecq & Eeckhaut.